# Barattano
Barattano è una frazione del comune di Gualdo Cattaneo (PG).
Il castello si trova a 454 m s.l.m.; secondo i dati del censimento Istat del 2001, gli abitanti sono 24.

## Storia
Il borgo venne costruito intorno al XIII secolo - ma il primo insediamento avvenne nel 68 a.C. ad opera di un nobile romano di nome Baratanus - e gli venne dato il nome di Villa S. Angelo in Piscina. In seguito assunse il nome di Barattano in onore del primo fondatore. 
Uno degli abitanti di Barattano, tale Filippo, nel 1261 fu capitano del popolo a Todi, quando il podestà era Filippo degli Ugoni da Brescia.
Dopo il 1350 il castello passò ai Trinci di Foligno, pur mantenendo dei legami anche con Perugia: si sa che nel 1540 un barattanese contribuì ivi alla costruzione della Rocca Paolina.
Le mura attuali risalgono al 1452.
Nel 1500 vi nacque il comandante militare Ruggero Veronici, la cui famiglia tenne il castello per diversi decenni.
Nei secoli seguenti fu sotto la giurisdizione di Todi, almeno fino al 1802, quando fu unito a Gualdo Cattaneo. Dopo un breve periodo sotto San Terenziano (dal 1815), con l'Unità d'Italia (1861) tornò definitivamente sotto Gualdo.

## Economia e manifestazioni
Buona parte del castello è ora occupata da un'azienda agrituristica.

## Monumenti e luoghi d'interesse
- Il Castello (XIII secolo), con larghi tratti di mura medievali intatte e ben conservate; si trova a 454 m s.l.m.. Esso è costituito da un cassero centrale e da alcune torri poste in posizione rialzata. Rimane anche la porta d'ingresso medievale e i caratteristici vicoli.
- Chiesa di San Bartolomeo (XIII secolo), contenente affreschi del XVI e XVII secolo e due statue lignee del '500.